# Gökağaç, Çavdarhisar
Gökağaç là một xã thuộc huyện Çavdarhisar, tỉnh Kütahya, Thổ Nhĩ Kỳ. Dân số thời điểm năm 2008 là 303 người.